# Giouchtas - Faraggi Agias Eirinis
Giouchtas - Faraggi Agias Eirinis este o arie protejată (arie specială de conservare — SAC, sit de importanță comunitară — SCI) din Grecia întinsă pe o suprafață de 717,99 ha, integral pe uscat.

## Localizare
Centrul sitului Giouchtas - Faraggi Agias Eirinis este situat la coordonatele 35°13′47″N 25°08′30″E / 35.229585°N 25.141565°E.

## Înființare
Situl Giouchtas - Faraggi Agias Eirinis a fost declarat sit de importanță comunitară în august 1996 pentru a proteja 1 specie de plante și 1 specie de animale. Situl a fost protejat și ca arie specială de conservare în martie 2011.

## Biodiversitate
Situată în ecoregiunea mediteraneană, aria protejată conține 8 habitate naturale: Râuri mediteraneene cu debit intermitent, cu specii de Paspalo-Agrostidion, Sarcopoterium spinosum phryganas, Pseudostepă cu ierburi și specii anuale de Thero-Brachypodietea, Grohotișuri est-mediteraneene, Pante stâncoase calcaroase cu vegetație casmofită, Păduri de Platanus orientalis și Liquidambar orientalis (Platanion orientalis), Păduri de Olea și Ceratonia, Păduri de pin mediteraneene cu pini mezogeni endemici.
La baza desemnării sitului se află mai multe specii protejate:
- plante (1): Origanum dictamnus
- reptile (1): elaphe situla (Zamenis situla)

Pe lângă speciile protejate, pe teritoriul sitului au mai fost identificate 9 specii de plante, 3 specii de amfibieni, 3 specii de mamifere, 7 specii de reptile.